# Haldor Johansen
Haldor Johansen var en norsk bokser. 
Han vandt en guldmedalje i vægtklassen fluevægt i NM 1917.